# Partia Unii Syriackiej
Partia Unii Syriackiej (syr. ܓܒܐ ܕܚܘܝܕܐ ܣܘܪܝܝܐ, SUP; arab. ‏حزب الإتحاد السرياني في سوريا‎) – lewicowo-narodowa asyryjska partia polityczna działająca w Syrii. Reprezentuje interesy Asyryjczyków w Syrii i jest zwolennikiem ideologii modernizacji Dawronoye.
Partię założono 1 października 2005. Od początku wojny domowej w Syrii opowiada się po stronie świeckich, demokratycznych, socjalistycznych i federalistycznych sił kurdyjskich w Autonomicznej Administracji Północnej i Wschodniej Syrii. Jest sceptycznie nastawiona zarówno do baasistowskiego syryjskiego rządu Baszszara al-Asada, jak i Syryjskiej Koalicji Narodowej na rzecz Opozycji i Sił Rewolucyjnych.

## Charakterystyka
Wraz z wybuchem wojny domowej w Syrii w 2011 Partia Unii Syriackiej sprzymierzyła się z kurdyjską Partią Unii Demokratycznej (PYD), z którą podziela świecką, modernizacyjną i opartą na demokracji bezpośredniej ideologię. Posiada trzech przedstawicieli w Syryjskiej Radzie Demokratycznej, organie ustawodawczym Autonomicznej Administracji Północnej i Wschodniej Syrii.
Partia utworzyła 8 stycznia 2013 milicję Syryjskiej Rady Wojskowej (MFS), a także policję Sutoro, w celu ochrony społeczności asyryjskiej na zamieszkanych przez nich obszarach w północno-wschodniej Syrii. Sutoro są zintegrowani z ogólną policją Asaisz w Regionie Dżazira. Syryjska Rada Wojskowa ściśle współpracowała głównie z kurdyjskimi Powszechnymi Jednostkami Ochrony (YPG), a później stała się częścią Syryjskich Sił Demokratycznych (SDF).